# Wiktor Schauberger
Wiktor Schauberger (ur. 30 czerwca 1885 w Holzschlag, w Schwarzenberg am Böhmerwald, zm. 25 września 1958 w Linzu) – austriacki przyrodnik i leśniczy oraz naukowiec.

## Życiorys

### Kariera
Wiktor Schauberger urodził się w dniu 30 czerwca 1885 roku w Holzschlag na Plöckenstein jako ósme z dwunastu dzieci z rodzeństwa. Czworo dzieci zmarło w dzieciństwie. Jego rodzicami byli Leopold Schauberger i Josefa Klimitsch. Od 1891 roku do 1897 roku uczęszczał do szkoły podstawowej w Aigen, a następnie do 1900 roku do gimnazjum w Linzu. Aż do 1904 roku uczęszczał na studia na wydziale leśnym w Aggsbach, gdzie zdał egzamin jako leśniczy. Od 1904 roku do 1906 roku był adiunktem w Schweinbart w Dolnej Austrii. Potem odbył w latach 1906–1908 służbę wojskową w 41 Pułku Artylerii w Salzburgu, a na 44. Pułku Artylerii w Linzu. Od 1909 roku do 1913 roku był adiunktem w służbie hrabiego Rudolfa Abensberg-Traun. W 1911 roku objął posadę nadleśniczego w dobrach księcia Adolfa von Schaumburg-Lippe. Podczas wojny światowej został powołany jako rezerwista do artylerii i był na służbie jako sierżant. Codzienne obcowanie z naturą przyczyniło się do rozwoju kilku nowatorskich koncepcji oraz rozwiązań związanych z gospodarką wodną i leśną. Jego konstrukcje pozwalały m.in. na spławianie z wysokich gór drzew ściętych przez drwali w związku z tym obniżenie kosztów do jednej dziesiątej. w latach 1924–1926 był doradcą w Federalnym Ministerstwie Rolnictwa i Leśnictwa, który odegrał kluczową rolę w kwestii budowy kanałów przeznaczonych do spływu drewna w Großraming, Klausen-Leopoldsdorf i w Bad Ischl. W latach 1925–1928 był zaangażowany w budowę podobnego kanału wodnego dla tartaku w Mürztal niedaleko Neuberg. System funkcjonował do 1951 roku, kiedy wykarczowano całkowicie las i tartak zaprzestał działalności. W latach trzydziestych podobne kanały wodne zbudowano w Austrii, byłej Jugosławii (Czarnogóra), a także w Turcji i innych krajach. W okresie rządów Engelberta Dollfußa był doradcą ministra rolnictwa.

### Praca dlaNSDAP
W 1935 na zaproszenie Juliusa Streichera przybył do Norymbergi, gdzie wygłosił wykład dla menedżerów i techników przedsiębiorstwa Siemens. Wówczas zadecydowano o budowie urządzenia do uzdatniania wody, w celu sprawdzenia opracowanych przez niego teorii. Jednak urządzenie podczas próby uruchomienia uległo przegrzaniu. W 1937 roku przeprowadzono w Wiedniu testy skonstruowanego przez niego grzejnika, jednak zakończyły się fiaskiem. Następnie Siemens zakończył współpracę z naukowcem. Później opracowywał nowe systemy chłodzenia silników lotniczych dla zakładu Messerschmitt w Augsburgu. Współpraca zakończyła się nagle po awarii aparatury doświadczalnej. W 1944 roku został przewieziony do obozu koncentracyjnego w Mauthausen, gdzie z grupą inżynierów budował silniki do samolotów i łodzi podwodnych, później przeniósł się do Leonstein w Górnej Austrii

### Późniejsze życie
W marcu 1946 roku Schauberger został zwolniony z aresztu, później w grudniu 1946 roku osiedlił się w Linzu. W następnym roku przeniósł się do Salzburga, gdzie rozpoczął pracę w laboratorium i warsztacie firmy Rödhammer & Co. Równolegle pracował nad nowatorskim projektem turbiny wodnej. W 1951 roku przedstawił w Austrii wniosek patentowy na rurkę wirową, który otrzymał w 1958 roku. W latach 1948–1950 współpracował z firmą Rosenberger Salzburg w zakresie produkcji sprzętu wodnego i marketingu. Jego dorobkiem naukowym było zainteresowanych kilku polityków Republiki Federalnej Niemiec. W 1956 roku doszło do spotkania z ministerem obrony Franzem Josefem Straussem.

## Patenty
Wszystkie patenty załączone poniżej są austriackie. Schauberger zdobył także ochronę patentową w innych państwach.
- 113487 – Konstrukcja do tworzenia dzikich strumyków i regulacji przepływu
- 117749 – Turbina odrzutowa
- 122144 – Sztuczny kanał dla transportowania
- 134543 – Warunki wody w przewodnikach i kanałach
- 136214 – Instalacja i poprawa przepływu w przewodnikach kanałowych
- 138296 – Warunki wody
- 142032 – Konstrukcja do fabrykacji wody użytkowej
- 145141 – Turbina wiatrowa
- 146141 – Sprzęt do transformacji substancji lotnych
- 166644 – Pług
- 196680 – Przewody dla lotnegoprzepływu